# Фінал кубка Італії з футболу 1977
Фінал Кубка Італії з футболу 1977 — фінальний матч розіграшу Кубка Італії сезону 1976—1977, в якому зустрічались «Інтернаціонале» і «Мілан». Матч відбувся 3 липня 1977 року на «Сан-Сіро» в Мілані.

## Шлях до фіналу
| Мілан    | Мілан         | Раунд                            | Інтернаціонале | Інтернаціонале |
| -------- | ------------- | -------------------------------- | -------------- | -------------- |
| Суперник | Результат     | Кубок Італії з футболу 1976—1977 | Суперник       | Результат      |
| Катанія  | 2–0 вдома     | Перший груповий раунд            | Палермо        | 1–0 вдома      |
| Лаціо    | 2–1 на виїзді | Перший груповий раунд            | Фіорентіна     | 2–2 на виїзді  |
| Аталанта | 1–1 вдома     | Перший груповий раунд            | Варезе         | 3–0 на виїзді  |
| Новара   | 3–0 на виїзді | Перший груповий раунд            | Пескара        | 1–0 вдома      |
| Наполі   | 3–1 вдома     | Другий груповий раунд            | Ювентус        | 1–0 на виїзді  |
| Болонья  | 5–0 вдома     | Другий груповий раунд            | Віченца        | 3–0 на виїзді  |
| Наполі   | 2–1 на виїзді | Другий груповий раунд            | Ювентус        | 1–0 вдома      |
| СПАЛ     | 2–0 вдома     | Другий груповий раунд            | Лечче          | 1–1 на виїзді  |
| Болонья  | 1–1 на виїзді | Другий груповий раунд            | Віченца        | 1–1 вдома      |
| СПАЛ     | 2–0 на виїзді | Другий груповий раунд            | Лечче          | 0–0 вдома      |

## Фінал
| 3 липня 1977 |

| «Мілан»                 | 2:0 | «Інтернаціонале» |
| ----------------------- | --- | ---------------- |
| Мальдера 64' Бралья 89' |     |                  |

| «Сан-Сіро», Мілан Арбітр: Чезаре Гуззоні |

|                  |  |                   |  |     |
|                  |  |                   |  |     |
| В                |  | Енріко Альбертозі |  |     |
| З                |  | Джузеппе Сабадіні |  |     |
| З                |  | Альдо Мальдера    |  |     |
| З                |  | Альдо Бет         |  |     |
| З                |  | Мауріціо Туроне   |  |     |
| ПЗ               |  | Джорджіо Моріні   |  | 12' |
| ПЗ               |  | Альберто Біджон   |  |     |
| ПЗ               |  | Джорджо Б'язіоло  |  |     |
| Н                |  | Еджидіо Каллоні   |  |     |
| Н                |  | Джанні Рівера     |  |     |
| Н                |  | Джорджо Бралья    |  |     |
| Запасні:         |  |                   |  |     |
| З                |  | Сімоне Болдіні    |  | 12' |
| Головний тренер: |  |                   |  |     |
| Нерео Рокко      |  |                   |  |     |

|                    |  |                     |  |     |
|                    |  |                     |  |     |
| В                  |  | Івано Бордон        |  |     |
| З                  |  | Наццарено Кануті    |  | 70' |
| З                  |  | Адріано Феделе      |  |     |
| З                  |  | Анджоліно Гаспаріні |  |     |
| З                  |  | Джачінто Факкетті   |  |     |
| ПЗ                 |  | Джузеппе Павоне     |  |     |
| ПЗ                 |  | Габріеле Оріалі     |  |     |
| ПЗ                 |  | Клаудіо Мерло       |  | 76' |
| ПЗ                 |  | Джамп'єро Марині    |  |     |
| Н                  |  | П'єтро Анастазі     |  |     |
| Н                  |  | Сандро Маццола      |  |     |
| Запасні:           |  |                     |  |     |
| З                  |  | Вівіано Гвіда       |  | 70' |
| ПЗ                 |  | Мауріціо Гросселлі  |  | 76' |
| Головний тренер:   |  |                     |  |     |
| Джузеппе К'яппелла |  |                     |  |     |